# Мария дьо Куртене
Мария дьо Куртене (* ок. 1204; † септември 1228) е никейска императрица, втора съпуга на император Теодор I Ласкарис, и регент на Латинската империя.

## Биография
Мария е дъщеря на латинския император Пиер дьо Куртене и Йоланда Фландърска. През 1217 г. Пиер дьо Куртене е заловен от епирците на Теодор Комнин, след което Йоланда управлява самостоятелно империята от 1217 до 1219 г. През 1219 г. тя омъжва дъщеря си Мария за никейския император Теодор I Ласкарис, за да закрепи крехкото примирие между двете империи.
Мария дьо Куртене остава никейска императрица до смъртта на Теодор I Ласкарис през ноември 1221 г. Двамата нямат деца, поради което никейският престол е зает от Йоан III Дука Ватаций, съпруг на Ирина Ласкарина, доведена дъщеря на Мария от първия брак на Теодор I Ласкарис.
Междувременно след смъртта на Йоаланда латинският престол е зает от Робер дьо Куртене. Той обаче умира бездетен през януари 1228 г., поради което властта в Константинопол преминава в ръцете на непълнолетния брат на Мария, Балдуин II. Бароните на Балдуин II избират Мария за негов регент. Тя управлява империята няколко месеца до смъртта си през септември 1228 г.